# Saint-Benoît-sur-Seine
Saint-Benoît-sur-Seine és un municipi francès situat al departament de l'Aube i a la regió del Gran Est. L'any 2007 tenia 400 habitants.

## Demografia

### Població
El 2007 la població de fet de Saint-Benoît-sur-Seine era de 400 persones. Hi havia 144 famílies de les quals 20 eren unipersonals (16 homes vivint sols i 4 dones vivint soles), 40 parelles sense fills, 72 parelles amb fills i 12 famílies monoparentals amb fills.
La població ha evolucionat segons el següent gràfic:
Habitants censats

### Habitatges
El 2007 hi havia 158 habitatges, 149 eren l'habitatge principal de la família, 3 eren segones residències i 6 estaven desocupats. 154 eren cases i 2 eren apartaments. Dels 149 habitatges principals, 136 estaven ocupats pels seus propietaris, 11 estaven llogats i ocupats pels llogaters i 2 estaven cedits a títol gratuït; 1 tenia una cambra, 3 en tenien dues, 16 en tenien tres, 39 en tenien quatre i 89 en tenien cinc o més. 125 habitatges disposaven pel capbaix d'una plaça de pàrquing. A 40 habitatges hi havia un automòbil i a 100 n'hi havia dos o més.

### Piràmide de població
La piràmide de població per edats i sexe el 2009 era:
| Homes | Edats   | Dones |
| ----- | ------- | ----- |
| 0     | 95 o +  | 0     |
| 0     | 90 a 94 | 0     |
| 0     | 85 a 89 | 4     |
| 4     | 80 a 84 | 0     |
| 4     | 75 a 79 | 4     |
| 8     | 70 a 74 | 12    |
| 8     | 65 a 69 | 0     |
| 4     | 60 a 64 | 4     |
| 16    | 55 a 59 | 8     |
| 28    | 50 a 54 | 20    |
| 16    | 45 a 49 | 20    |
| 8     | 40 a 44 | 12    |
| 12    | 35 a 39 | 8     |
| 12    | 30 a 34 | 20    |
| 16    | 25 a 29 | 12    |
| 20    | 20 a 24 | 0     |
| 16    | 15 a 19 | 8     |
| 16    | 10 a 14 | 16    |
| 12    | 5 a 9   | 12    |
| 12    | 0 a 4   | 4     |

## Economia
El 2007 la població en edat de treballar era de 271 persones, 221 eren actives i 50 eren inactives. De les 221 persones actives 212 estaven ocupades (114 homes i 98 dones) i 9 estaven aturades (4 homes i 5 dones). De les 50 persones inactives 22 estaven jubilades, 17 estaven estudiant i 11 estaven classificades com a «altres inactius».

### Ingressos
El 2009 a Saint-Benoît-sur-Seine hi havia 150 unitats fiscals que integraven 413,5 persones, la mediana anual d'ingressos fiscals per persona era de 22.286 €.

### Activitats econòmiques
Dels 11 establiments que hi havia el 2007, 4 eren d'empreses de construcció, 2 d'empreses de comerç i reparació d'automòbils, 1 d'una empresa de transport, 1 d'una empresa d'hostatgeria i restauració, 1 d'una empresa d'informació i comunicació, 1 d'una empresa de serveis i 1 d'una empresa classificada com a «altres activitats de serveis».
Dels 2 establiments de servei als particulars que hi havia el 2009, 1 era un paleta i 1 guixaire pintor.
L'any 2000 a Saint-Benoît-sur-Seine hi havia 10 explotacions agrícoles que ocupaven un total de 594 hectàrees.

## Equipaments sanitaris i escolars
El 2009 hi havia una escola elemental integrada dins d'un grup escolar amb les comunes properes formant una escola dispersa.

## Poblacions més properes
El següent diagrama mostra les poblacions més properes.